# Finger Point (King George Island)
Der Finger Point (polnisch Przylądek Palec ‚Kap Finger‘) ist eine Landspitze an der Südküste von King George Island im Archipel der Südlichen Shetlandinseln. Auf der Westseite der Krakau-Halbinsel liegt sie am Nordufer der Lussich Cove, einer Nebenbucht des Martel Inlet in der Admiralty Bay.
Polnische Wissenschaftler benannten sie 1980 deskriptiv.